# Elisa (аудиоплеер)
Elisa — свободный проигрыватель аудиофайлов, созданный сообществом KDE. Доступен для операционных систем Linux, Windows и Android. Плеер разрабатывается с прицелом на хорошую интеграцию со средой рабочего стола KDE Plasma, но без ущерба для поддержки других платформ (других сред рабочего стола Linux, Windows и Android).

## История
В конце 2014 года было объявлено, что KDE намерен создать преемника музыкального плеера Amarok. На форуме KDE VDG (Visual Design Group) Эндрю Лейком (Andrew Lake) был анонсирован дизайн аудиоплеера. 4 апреля 2017 года, это начинание наконец обрело реальные черты — следуя рекомендациям по дизайну от VDG, разработчик Матьё Галльен (Matthieu Gallien) создал аудиоплеер, который назвал Elisa.

## Цели проекта
Elisa всё ещё находится на стадии интенсивной разработки и стремится реализовать следующие цели:
- Простота настройки (в идеале — отсутствие необходимости в ней перед использованием);
- Полноценная работа в офлайн-режиме (или в приватном режиме);
- Открытость для использования онлайн-сервисов, но не делать это приоритетом разработки (удобство использования не должно ухудшаться в офлайн-режиме);
- Ориентация на удовлетворение целей пользователей;
- Ориентация на воспроизведении музыки (управление музыкальной коллекцией не является приоритетом разработки);
- Отсутствие ошибок (стабильность имеет более высокий приоритет, чем функциональность);
- Целевые платформы: KDE Plasma, другие окружения рабочего стола Linux, Android и Windows;
- Возможность использования UPnP DLNA.